# Omegafibel

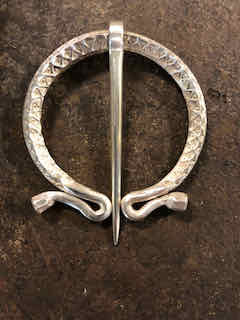
Omegafibel

Eine Omegafibel ist eine  bronzene, später auch eiserne Gewandspange zum Zusammenhalten der Kleidung, mit einem omegaförmigen Ring, und einer Nadel. Sie gehört zu den Ringfibeln.
Von Spanien verbreitet sich die Omegafibel über Gallien an den Rhein, wo sie häufig in militärischen Kontexten gefunden wird. Die These, sie sei von gallo-iberischen Hilfstruppen an den Rhein gebracht worden, ist dagegen unbelegt. Die Ringenden der aus dem 8.–10. Jahrhundert stammenden, im Ostseeraum und in Russland gefundenen Fibeln können statt umgebogen zu sein, auch geformte Aufsatzstücke besitzen. Im Durchmesser variiert das Omega von unter 2 bis über 6 cm. Ob auch die kleinen Exemplare als Gewandspangen getragen wurden, ist offen. Die zusammengehaltene Stoffmenge ist bei einem derart kleinen Durchmesser gering. Die Verwendung als Kinderfibel ist angesichts des Fundes einer Kleinfibel in Kalkriese auszuschließen. Eventuell ist eine Verwendung als Schnalle möglich. Aus elbgermanischen Gräbern des 2. Jahrhunderts sind Lederpanzer mit seitlichen Ringfibeln bekannt.
Neben Fibeln mit umgebogenen Enden gibt es aus solche mit nach außen gebogenen knopf- oder schlangenkopfförmigen Enden und solche mit gerollten Enden sowie Omegafibel mit Doppelknöpfen in zurückgebogenen Enden, Omegafibeln mit pilz- bzw. eichelförmigen Enden, Omegafibeln mit flachen Schlangenkopfenden und Omegafibeln mit s-förmig gebogenem Ende.